# 酒田大火
酒田大火（さかたたいか）は、1976年（昭和51年）10月29日に山形県酒田市で発生した大火。この火災で酒田市中心部の商店街約22万5000平方メートル（22.5ヘクタール）を焼失した。
一般市民に犠牲者は無かったが、酒田地区消防組合の消防長1名が殉職した。戦後4番目の大火である。

## 概要
1976年（昭和51年）10月29日17時40分頃、酒田市中町2丁目にあった映画館「グリーンハウス」から出火。映写機のランプが突然消灯して火災報知機が作動したため、支配人と映写技師はボイラー室からの出火と考え消火に向かい、他の従業員らは20人前後いた観客の避難誘導を行った。消防機関には同日17時50分に酒田地区消防組合消防本部に119番通報が入り、消防署隊が出動するとともに、同51分、酒田市消防団に対して出動命令が出された。
火災は、西北西からの強風に煽られ、17時53分には現場に消防車が到着したものの、火元からは猛烈な勢いで火煙が噴出し、放水も強風で霧状に拡散して消火活動は思うように進まなかった。18時30分頃には鉄筋コンクリート造（地上6階地下2階）の大沼デパート酒田中町店に延焼した。
19時58分、酒田市は災害対策本部を設置するとともに中町地区の商店街に避難命令を出した。
20時頃には旧内匠町通りへの延焼が始まり、20時30分、市災害対策本部は自衛隊に対して災害派遣を要請した。
21時頃には旧内匠町通りを東に延焼しはじめ、23時頃に火災は旧浜町に到達したが、耐火建築物が多かったことから一時的に延焼スピードを弱めた。
23時15分、市災害対策本部は中央公民館、市立港南小学校に避難所を開設した。旧内匠町通りを東へと延焼した火災は、二番町付近の高台を駆け上がり、火炎放射器のような勢いを維持したまま中心市街地東側に位置する一番町、新井田町へと駆け下った。
日付が変わった30日0時頃における焼失家屋は380棟余りであった。この頃から、火の玉、火の粉は新井田川を越え東栄町、若浜町、緑町方面の市街地東部に飛散するようになった。
１時頃、火災は一番町、新井田町に延焼し始め、旧匠町通りを直進した火勢の一部は新井田町北側で新井田川河畔に達した。一方、旧内町方向に延びた火勢は弱いながらも、延焼防止のために破壊消防が実施され、ブルドーザーにより内町交差点付近の10棟ほどの建物が取り壊された。
2時頃、火勢は新井田川まで到達し、焼失家屋は700棟を超えた。この頃から新井田川対岸の東栄町などでは飛火で屋根の一部が焼損した。
3時頃、降雨が強まった影響で火勢が衰え始めたものの、各所からはまだ炎を吹き上げていた。また、消防団を中心とする消火隊は延焼を食い止めるため、新井田川左岸堤防上で消防車数十台による垂直放水で水膜を張る「水のカーテン作戦」により飛火の防御活動を開始したほか、自衛隊や住民の消火活動が功を奏したことにより新井田川を越えての火災までには至らなかった。
4時頃には強風が収まるとともに雨がさらに強まり、火勢は衰え、午前4時50分に消防署長から酒田市長に鎮圧が報告され、午前5時に鎮火が宣言された。
10月31日から11月3日にかけて酒田警察署による出火場所と出火原因の特定のための現場検証が行われたが、焼損が激しく、1977年（昭和52年）5月4日に、出火箇所は映画館グリーンハウスの本屋西側と映写室の一部を含む天井裏付近とし、出火原因は「屋内電気配線系統からの出火の可能性が高い」との推定の鑑定結果が発表された。
なお、酒田地区消防組合管内（酒田市・遊佐町・庄内町）の火災発生件数は、1976年が118件だった（2015年は38件）。

## 被害
市の中心部を含め1774棟が焼失し、被害総額は約405億円にも上り酒田市の年間予算を大きく上回る額となった。死者は消防士1名で、火の粉等で目を負傷する消防士・消防団員が続出した。被災者は約3300名。11月24日に激甚災害に指定された。
なおこの火災による唯一の死者は、当時の酒田地区消防組合消防長で、火災発生2日後に火元とされる映画館で発見された。証言によると火災発生の知らせを自宅で受け、通りがかりの車に便乗して現場に到着後、人命検索のため進入し煙に巻かれたものとされる。
山形地方法務局酒田支局にも延焼危険が生じたため、数万冊に及ぶ各種登記簿の搬出が計画され、陸上自衛隊隊員30名が派遣されたが、時間的物理的に搬出不可能と判断された。そのため酒田支局長は独断で、最悪の場合事務所棟を破壊し登記簿等の保管庫を守ることを決意し、伝手を頼ってショベルカーを手配し、陸自隊員も破壊準備にあたった。その後山形地方法務局長とも電話連絡が取れ、局長からも登記簿防衛が最優先、最悪の場合庁舎破壊を許可する旨口頭での了解を得たが、火の向きが変わり延焼は免れた。

## 復興活動
鎮火した翌日の10月31日早朝から、酒田市役所において、山形県・庄内支庁建設部・酒田市都市計画課・建設省などにより「火災復興都市計画」の作業が開始された。この作業は大変迅速に行なわれ、翌日の11月1日には「防災都市づくりの計画概要」が完成した。
この復興計画は「防災都市の建設」を柱とし、「将来交通量に対応した幹線道路の整備」「近代的な魅力ある商店街の形成」「住宅地の生活環境の改善整備」「商店街と住宅街の有機的な結びつけ」を掲げていた。特に商店街の復興に合わせた災害に対する整備と緑地化が積極的に行われたことと、「火災復興都市計画」に対する住民への説明および反対派への説得が半年程度で完了したことで、わずか2年半後の1979年には復興式典が行なわれた。
災害派遣で出動した自衛隊が道路啓開作業のため、被災地区の残骸撤去を行った。この種の活動は通常は行われないが、突然の火災で全てを失った被災者のために法律解釈を変更して実施された。この残骸撤去の実績が1995年に発生した阪神・淡路大震災における自衛隊による倒壊家屋撤去の根拠にされたほか、短期間での都市復興が参考にされた。
義援金は1977年（昭和52年）9月14日までに総額797,422,115円（約8億円）となり、食品・衣料品・寝具などの救援物資が寄せられ、酒田市役所から依頼された周辺の町役場や農協により、被災者に配分された。
当地出身のシャンソン歌手・岸洋子は義捐のリサイタルを各地で催し、800万円を寄付した。